# 한국고고환경연구소
한국고고환경연구소는 문화재 조사․연구․보호, 보존관리 및 그 활용을 통해 민족문화를 전승․보급하고 창조적으로 개발하기 위하여 2006년 3월 3일 설립된 문화체육관광부 소관의 재단법인이다. 사무실은 세종특별자치시 조치원읍 모과나무 1길 26에 있다.

## 주요 사업
- 문화재의 보호․보존활동
- 문화재의 지표조사 및 발굴
- 문화재의 보존․복원 및 활용방안에 대한 연구
- 학술연구 및 자료 발간, 학술행사 개최

## 같이 보기
- 금이성